# Губа, Наталья Петровна
Наталья Петровна Губа (род. 1978) — украинская спортсменка (академическая гребля), чемпионка Европы, участница Олимпийских игр 2004 года, Заслуженный мастер спорта Украины.

## Биография
Наталья Губа родилась 11 марта 1978 года в Днепродзержинске. 
Как и Елена Ронжина, училась в СШ № 24, в этой школе выучилось немало известных спортсменов. Школьный учитель физкультуры утверждал, что Наталью Губу он не видел спортсменкой, она плохо бежала стометровку. Наталья была хорошисткой, лучше всего знала математику и физику, но не любила немецкий язык, также она умела вышивать крестиком.
Изначально Наталья Губа занималась не академической греблей, а художественной гимнастикой. Её взяли на гимнастику для общего развития, но, так как она (как девочки) ходила к спорткомплексу через стройку, то постоянно разбивала колени, поэтому и бросила гимнастику. Позже она полгода занималась плаванием. Потом ещё столько же по примеру старшей сестры — лёгкой атлетикой. Старшая сестра также занималась греблей. Когда Губе было лет 10, сестра брала её с собой на тренировки на «Дзержинку». Она тренировалась просто для удовольствия, так как не могла нигде ещё выступать, а потом её перевели в СК «Прометей» к тренеру-дебютанту Наталье Опенчук. Наталья Петровна сразу поставила Губу в восьмерку, хотя она соревновалась и в одиночке.
В 1993 году Губа завоевала свою первую медаль на юношеских чемпионатах Украины. В восьмерке тогда первым номером сидела Елена Солодовник, ещё выступали Юлия Васильева, Ольга Бураковская, Наталья Пирожникова. Всего в команде были шесть девчонок из Днепродзержинска и ещё две из Днепропетровска. В то время со сборной области работала Наталья Опенчук.
Позже Наталья Опенчук и Борис Маркин, передали Губу как перспективную спортсменку в Киевский спортинтернат. В 1995 году в Познани на детском чемпионате мира Наталья Губа завоевала бронзовую медаль в составе восьмёрки. Это была первая медаль для Украины на детских чемпионатах мира в этом классе лодок.
В 2001 году на чемпионате Украины Наталья Губа вместе с Еленой Ронжиной выступали в двойке. А в следующем году она уже принимала участие в международных турнирах. Губа выиграла три этапа Кубка мира и поехала в Афины на свои первые Олимпийские игры, где выступала в двойке парной. После Олимпиады спортсменка покинула «Дзержинку».
Следующей Олимпиадой для Губы должны были стать Игры 2008 года в Пекине. Хотя именно Наталья завоевала лицензию, она была на турнире запасной и не участвовала в заплывах. Ситуация повторилась и на следующих Олимпийских играх в Лондоне — Наталья лицензию завоевала, но в команду не попала.